# りんくうプレジャータウンSEACLE

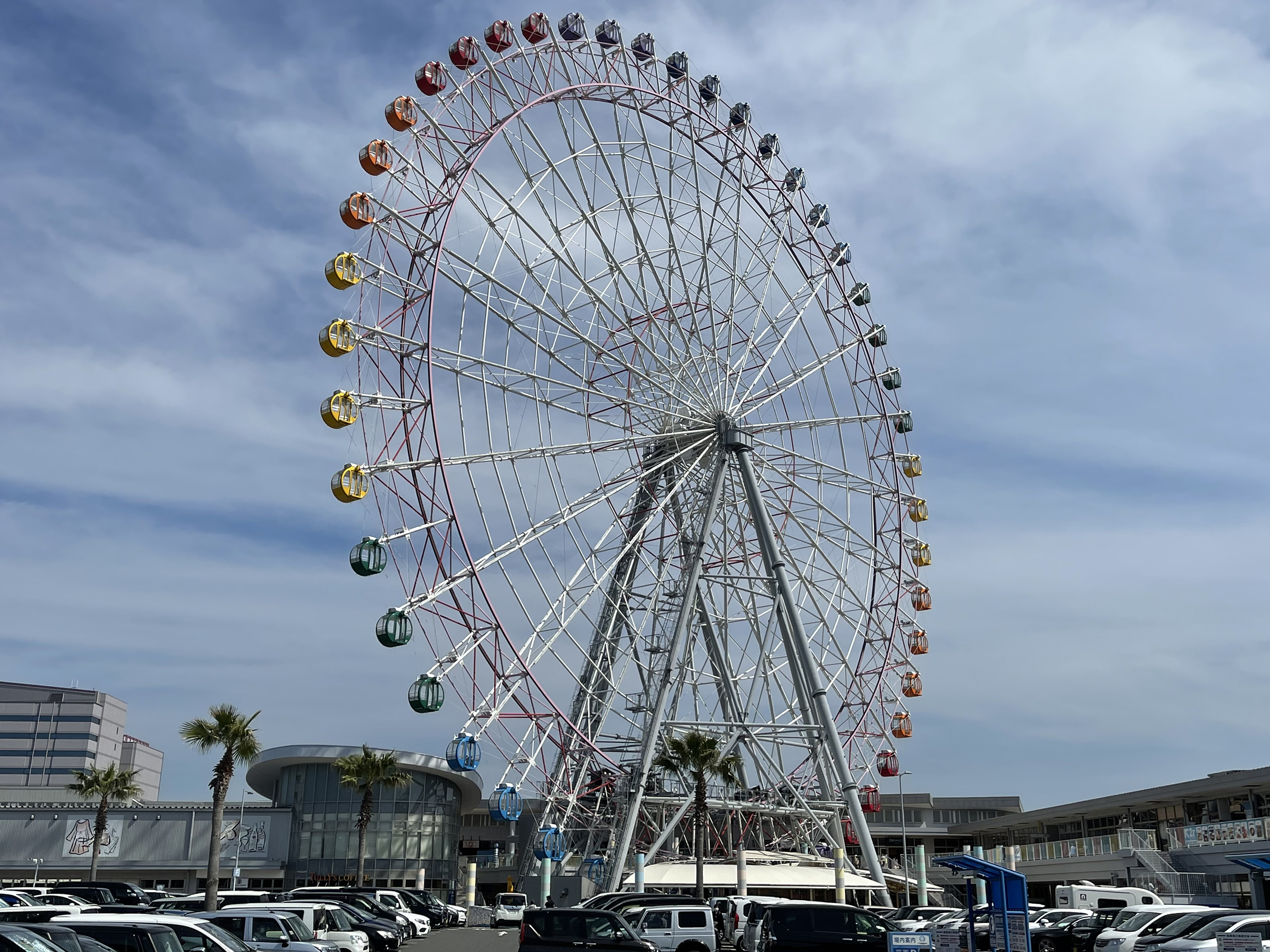
大観覧車「りんくうの星」

りんくうプレジャータウンSEACLE（りんくうプレジャータウンシークル、RINKU PLEASURE TOWN SEACLE）は、大阪府泉佐野市のりんくうタウン（りんくうタウン駅南側）にある複合商業施設（ショッピングモール）である。
2007年（平成19年）12月8日にオープンした。

## 概要
運営は大和ハウス工業のグループ会社大和情報サービスが行っている。ショッピングモール部分は2階建てとなっており、大小80以上の飲食店や物販店舗が入居している。施設の設計・施工は竹中工務店で、高さ85mの大観覧車（名称『りんくうの星』泉陽興業製）がランドマークとして設置されている。ショッピングモール部分の2階屋根は淀川製鋼所の製品で、「P」字型に覆う特異な形状である。風力発電装置「風流鯨」が駐車場中央に設置されている。
最寄り駅であるりんくうタウン駅とは、ペデストリアンデッキで直結されている。阪神高速4号湾岸線泉佐野南出入口、関西空港自動車道泉佐野ICが近いこともあり、自動車で来場する客のための駐車場も併設されている。
元々この地では「りんくうパパラ」という遊園地が営業していたが、第三セクターから業務を継承した事業会社は営業状態が好転しないことを理由に、2004年9月に賃借契約を更新せず営業を終了した。
その後、大阪府の第三セクターによるコンペで2006年1月に大和ハウス工業による開発が選定され、2007年5月に着工。同年12月に開業した。20年間の定期借地権上にあり、2027年以降の営業は決まっていない。

### 名称の由来
施設の名称である“SEACLE”とは、大和ハウス工業の公式ページに拠れば「Shopping & Experience & Adult & Child & Link & Energy」の略であるとされているが、一方で「Sea + Circle」の意味もあるとの解説がなされている。通称としては「りんくうシークル」と呼ばれることが多い。

### キャラクター
当施設にはいわゆる「ゆるキャラ」として、20以上のキャラクターが設定されている。
主だったものとしては、カモメをモチーフとした「カモメのシーくん」と、観覧車をモチーフとした「カンライオン」である。これらのキャラクターたちの名前を織り込んだオリジナル曲・「うれしいカモメのシーくん」が、館内放送で流れることがある。また休日には、このキャラクターたちの着ぐるみが広場でのイベントなどに登場する事もある。なおこれらのキャラクターたちの姿と名称は、館内で入手できる各種パンフレットに記されている。

## 主な入居テナント

### 1階
飲食
- タリーズコーヒー
- 大起水産（回転寿司）

物販
- サンディ（ディスカウントスーパー）
- セリア
- タキヤ
- フィットハウス
- ボディメーカー
- サイクルスペースあさひ
- センチュリーペット

サービス
- ストライクス りんくうシークル店（ボウリング場）
- namco りんくうシークル店（ゲームセンター）

### 2階
飲食
- マクドナルド
- サイゼリヤ
- モスバーガー
- 幸楽苑
- 大戸屋

物販
- 西松屋
- COMME CA ISM
- GU

サービス
- 子供向け職業体験型テーマパーク『キッズゼロ』
- 岩塩温泉 りんくうの湯（スーパー銭湯）
- ATM
  - 池田泉州銀行
  - 紀陽銀行

他

## 日帰り入浴施設の度重なる事業者交代
当施設内にある日帰り入浴施設（スーパー銭湯）の事業者（予定含む）が幾度も変更となっている。シークル構想当初はつかしんで日帰り入浴施設を運営していたグンゼ株式会社が担当する事となっていたが、2006年中に撤退。代わりに札幌市の[株式会社ワンディ・スパが参入し「ワンディ・スパ関空店」として2008年春開業予定であった。事業を引き受けたワンディ・スパの親会社で美容院チェーンを営む株式会社モーリスフランク・ジャパン（2009年11月民事再生法申請）は本業を他社へ売却し、ワンディ・スパ事業へ特化させる目論見であったが、計画が狂った事により資金を捻出できず、2007年時点で温泉掘削に着手していたものの開業計画が頓挫した。2008年4月以降、シークルのガイドマップや公式サイトから「24時間営業の温浴施設 2008年春OPEN」という開業予定や立地場所（1020区画）の告知が削除された。なお、モーリスフランク・ジャパンの前身はカブトデコムと並んで北海道拓殖銀行破綻の元凶となったソフィア中村グループである。
その後、滋賀県内で業務スーパーのフランチャイズ店やまんが喫茶を運営する大栄開発株式会社（大津市）が開業に名乗りを上げ、温泉を掘削し2009年2月に「寿楽の湯（じゅらくのゆ）」としてオープンに至った。しかし同年9月30日付けで前触れも無く閉店し、大栄開発は事業撤退のうえ施設の公式サイトを削除した。このため、2009年10月時点では再び日帰り入浴施設が営業されていない事態となっていたが、「水春」などを運営する株式会社ビーバーレコードが同年12月10日に「天然温泉 りんくうの湯」を再オープンさせた（なお、2013年4月に泉佐野市条例が変更され、天然温泉利用者に入湯税が課税されることになったことから、2013年4月17日より天然温泉を中止し、「岩塩温泉 りんくうの湯」に変更されている）。
日帰り入浴施設の経営会社が度重ねて移り変わり、運営が困難となる状況は全国的に見ても珍しい事象である。